# Bedeni, Mureș
Bedeni (în maghiară Bede) este un sat în comuna Gălești din județul Mureș, Transilvania, România.

## Istoric
Pe Harta Iosefină a Transilvaniei din 1769-1773 (Sectio 144), localitatea a apărut sub numele de „Bede”.

## Imagini

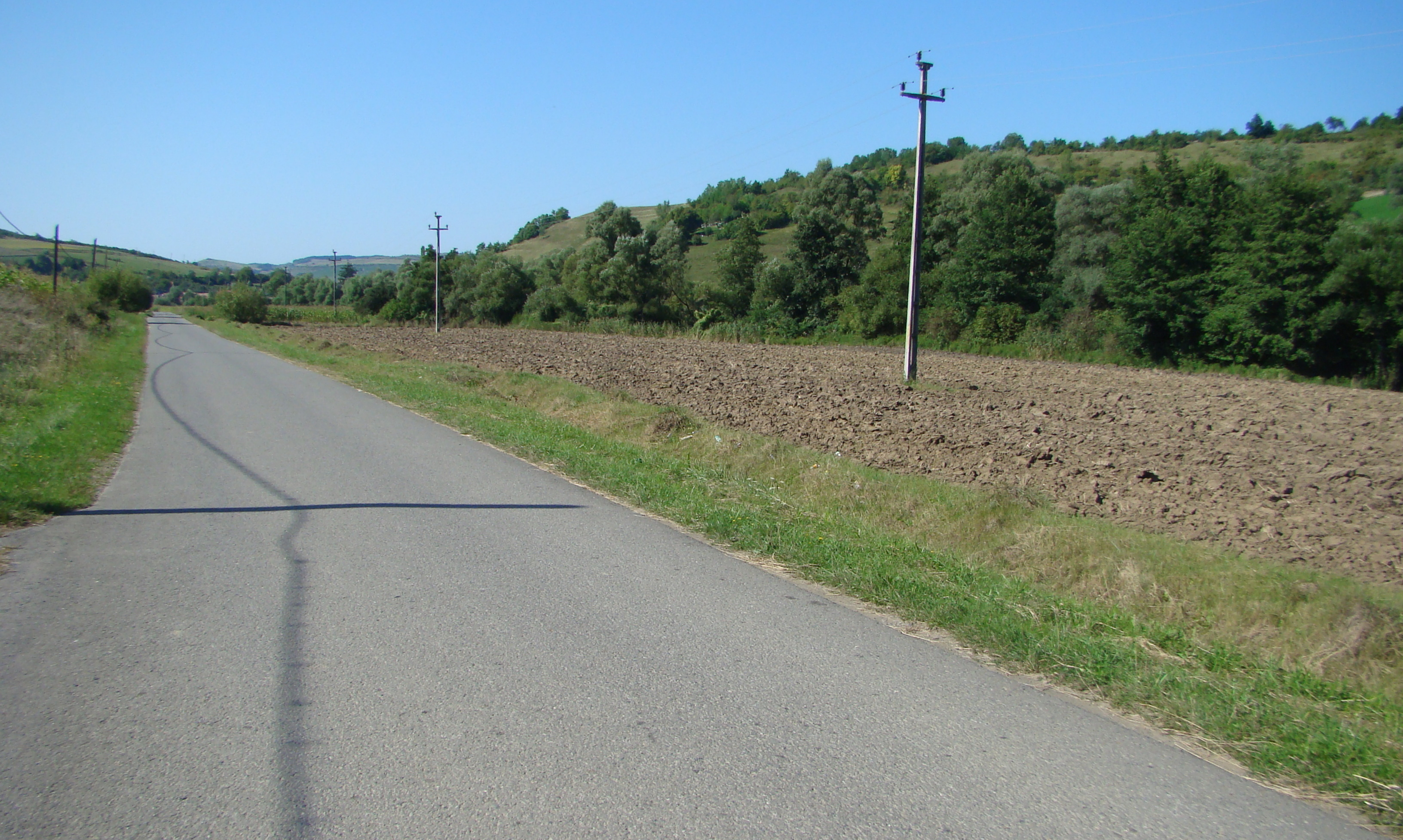
Drumul Troița-Bedeni
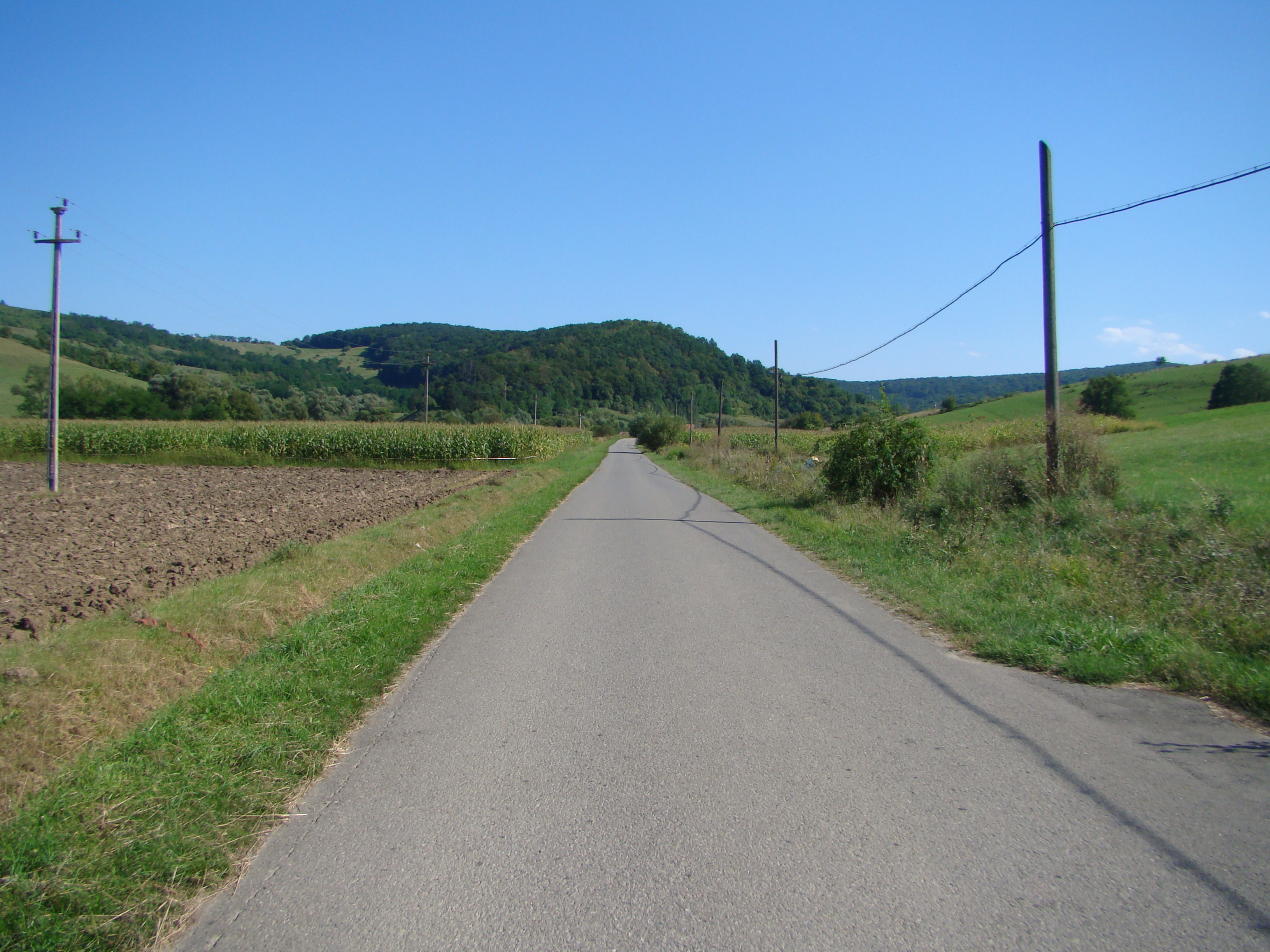
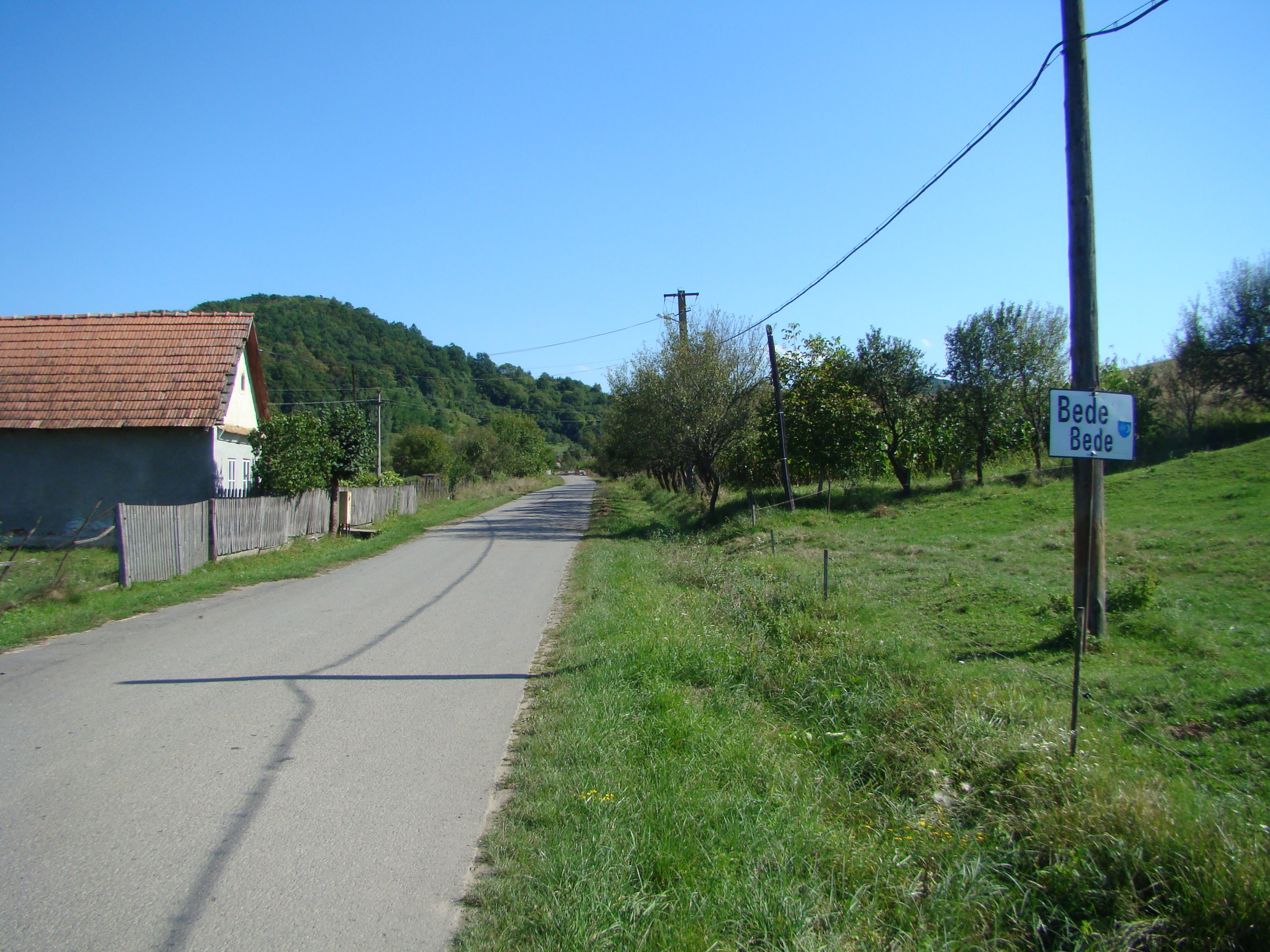
Intrarea în localitate
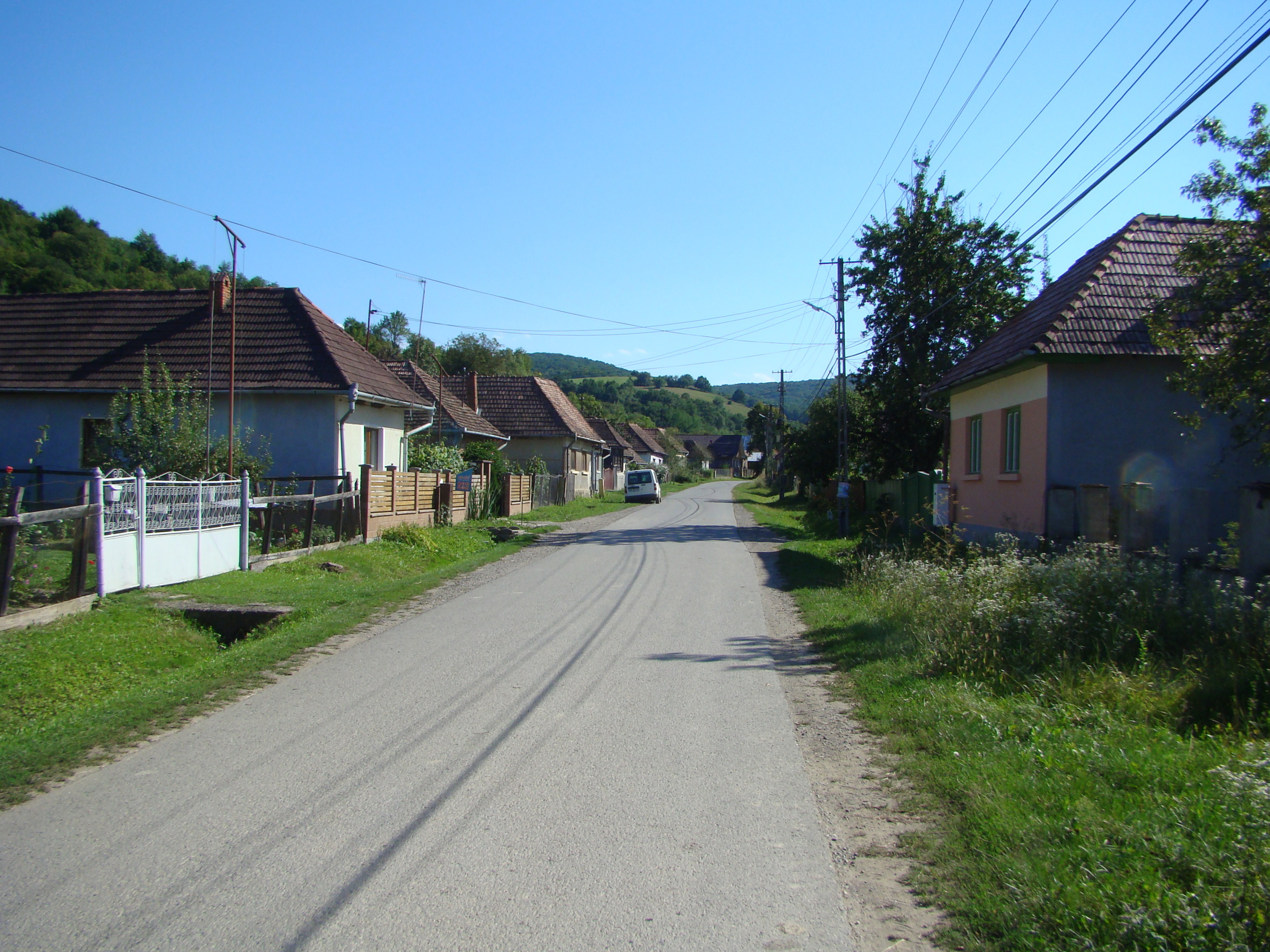
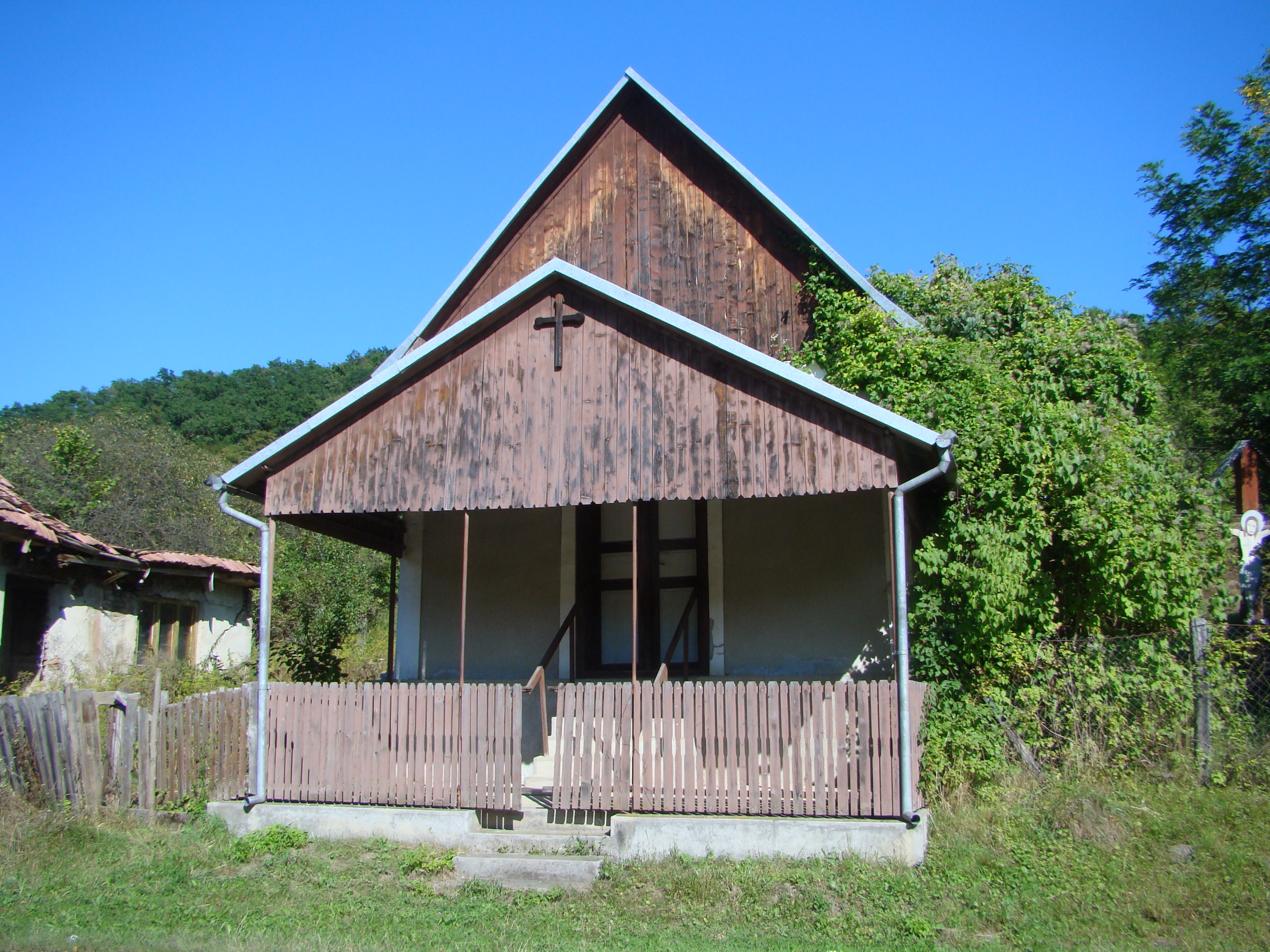
Biserica romano-catolică
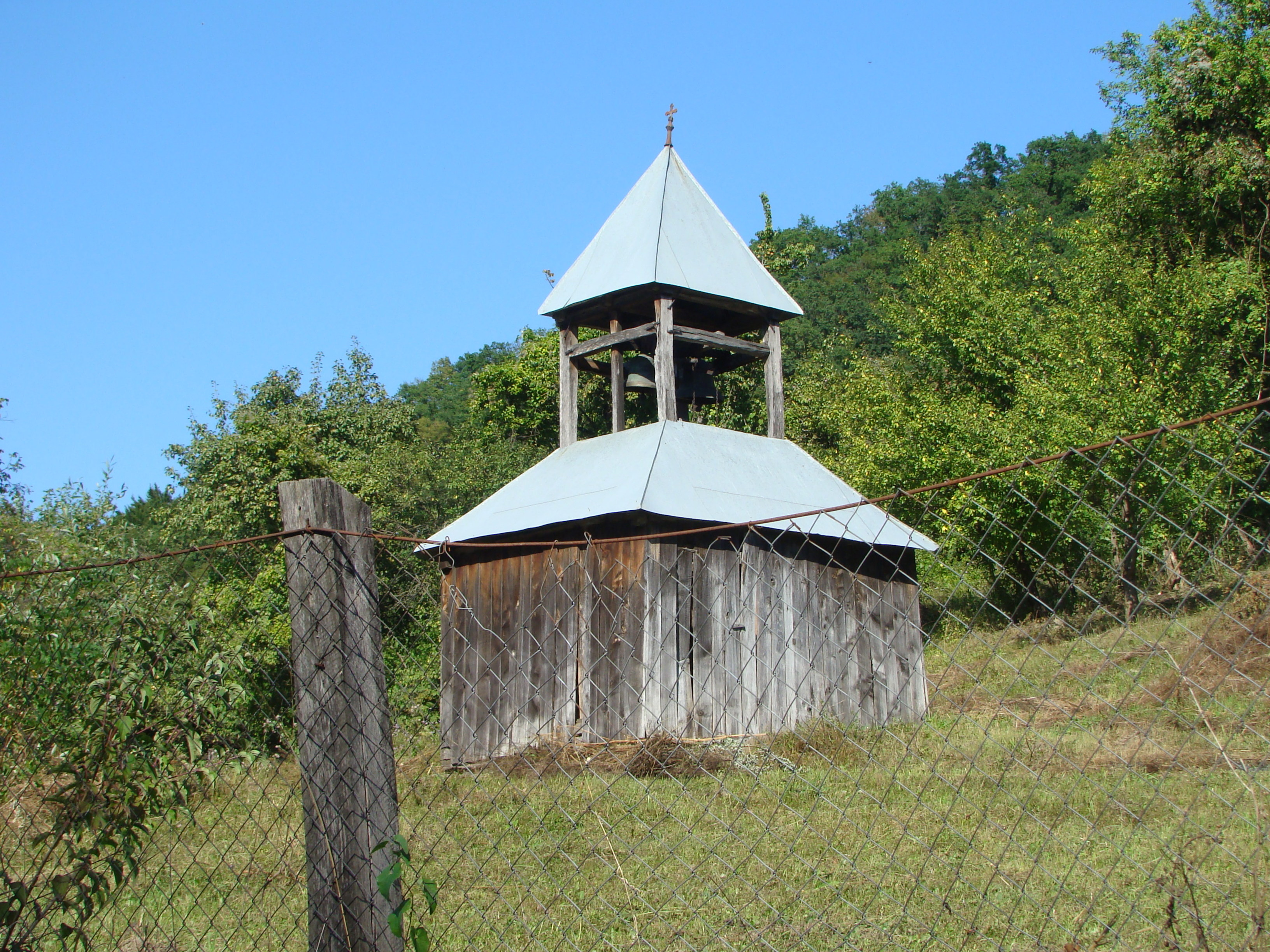
Clopotnița de lemn
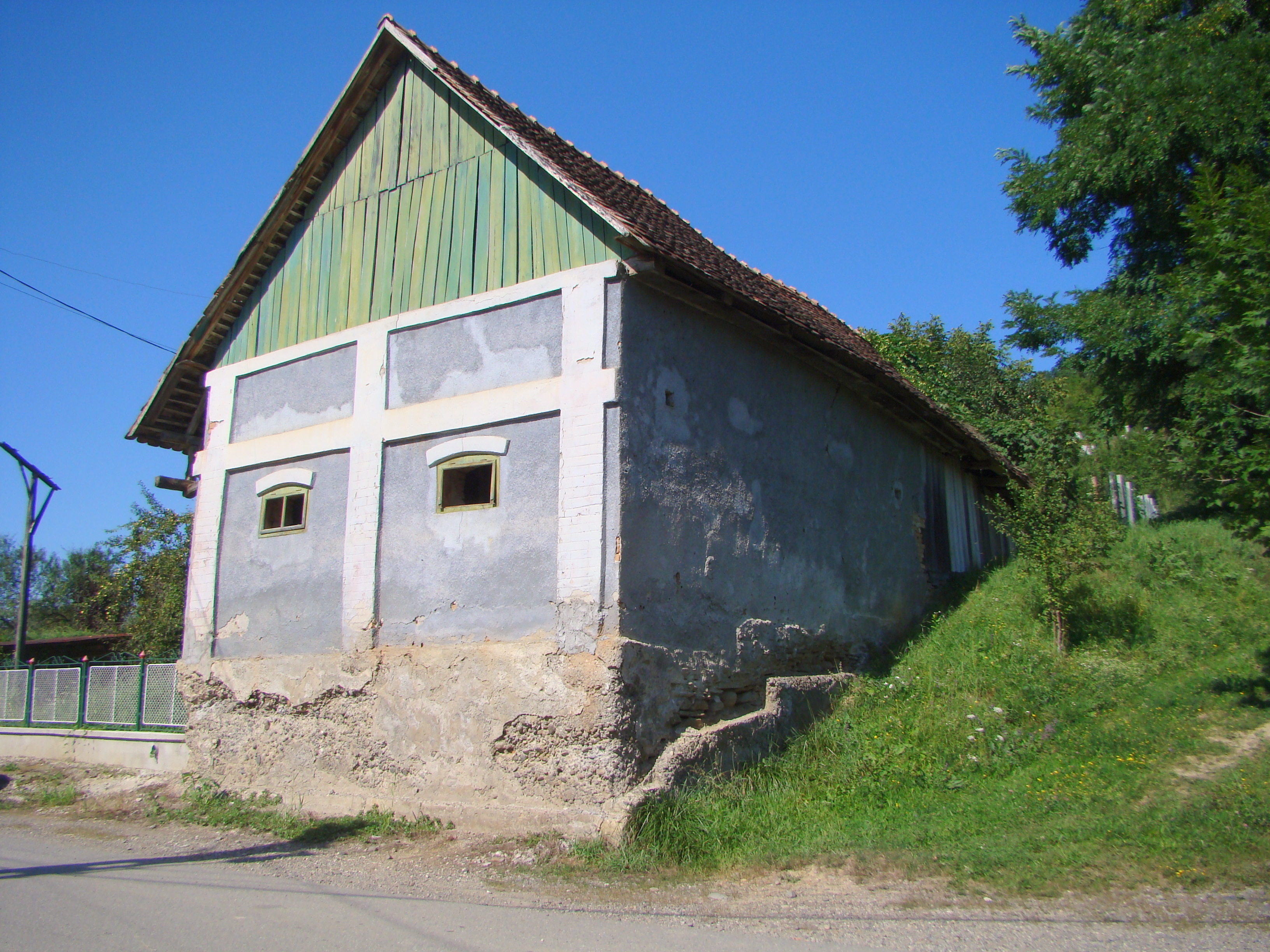
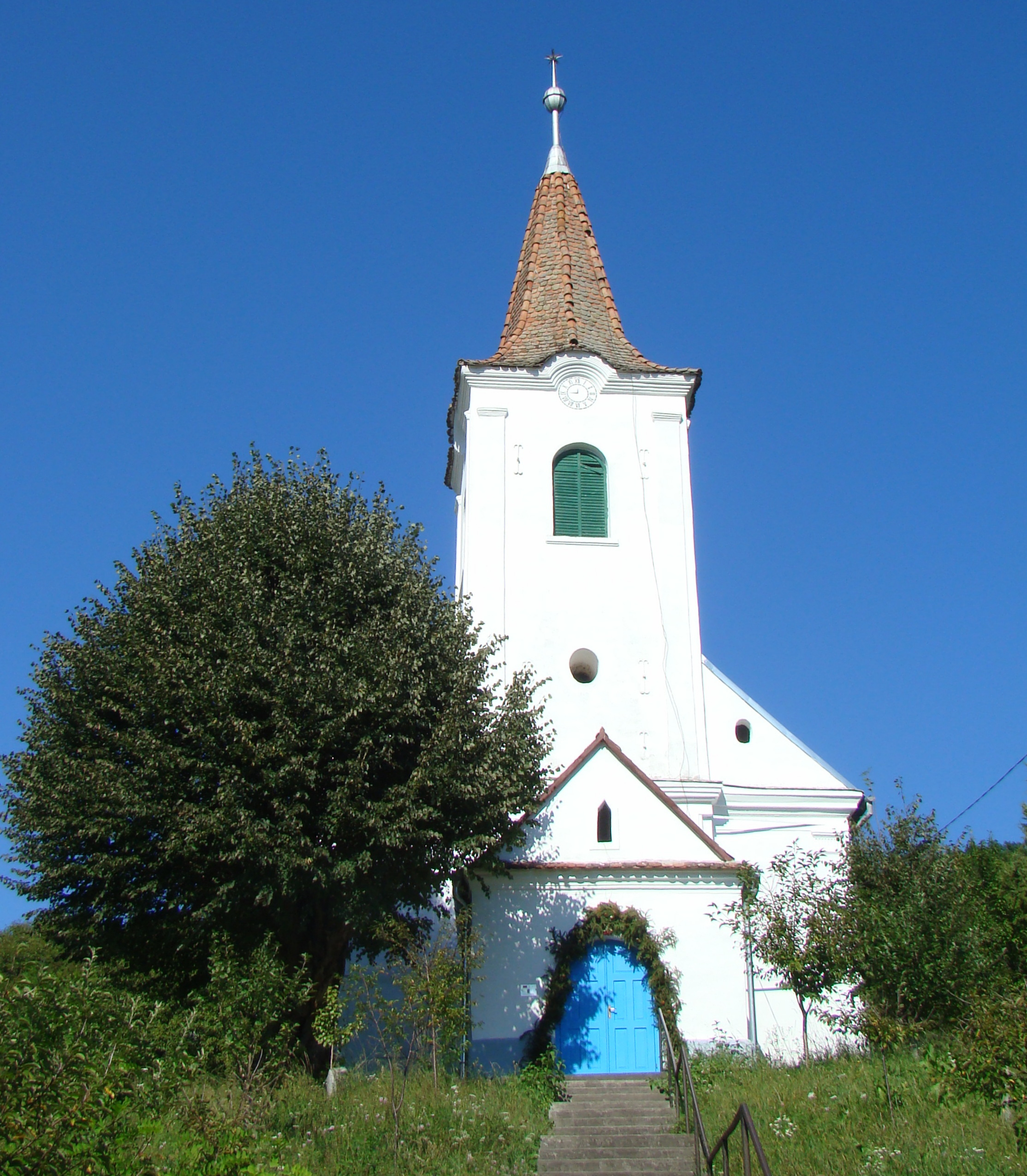
Biserica reformată (1842)
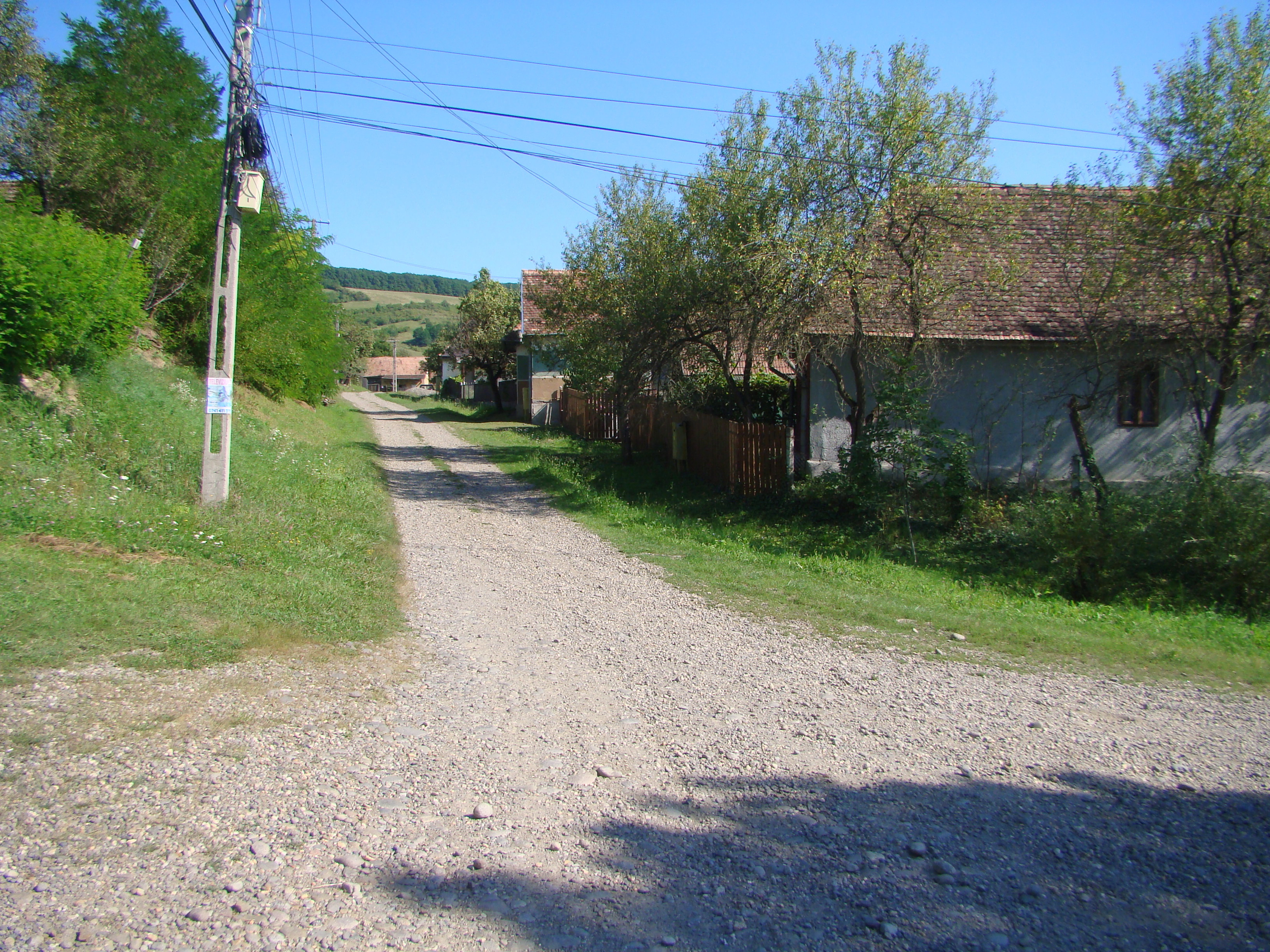
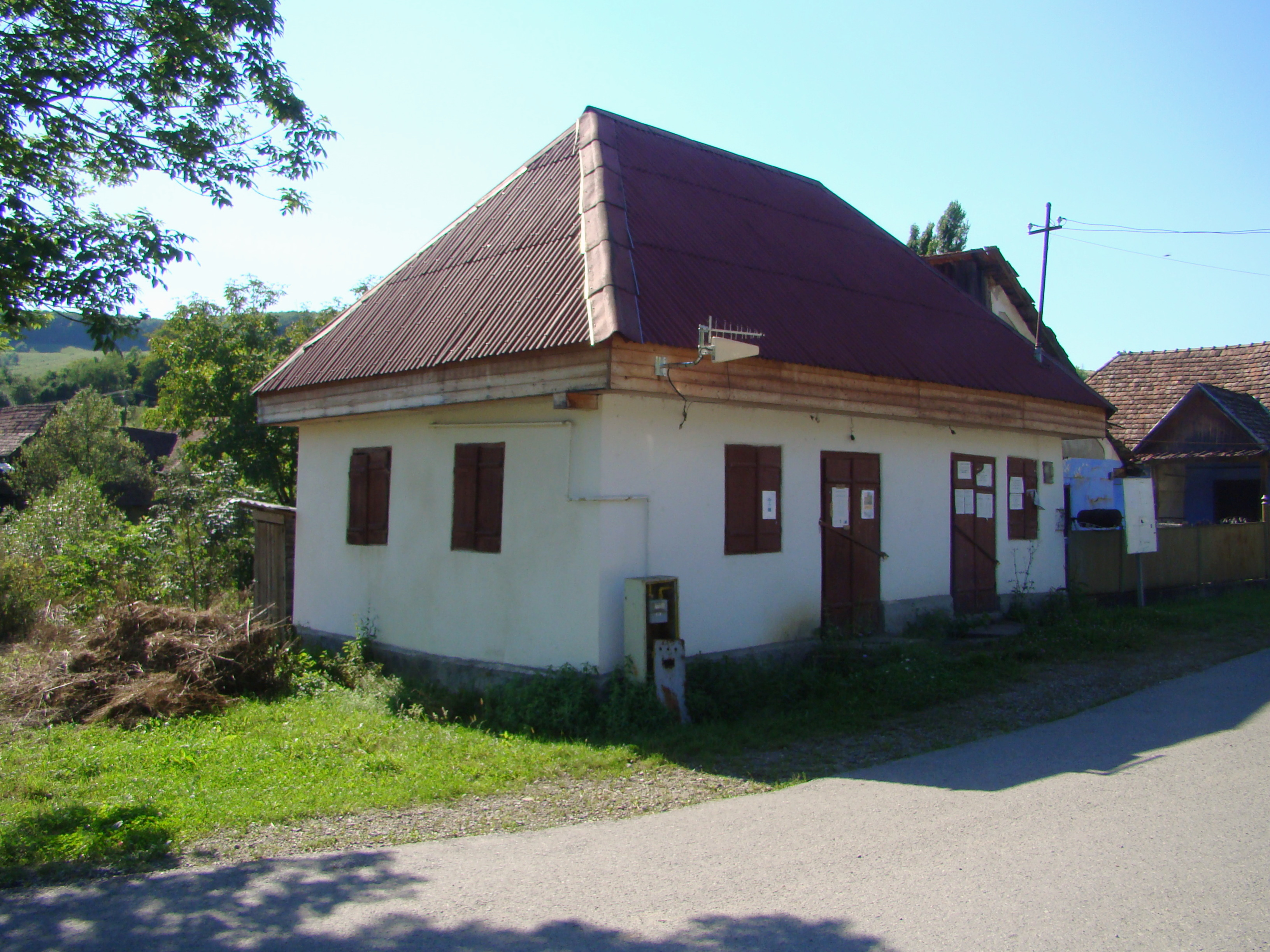
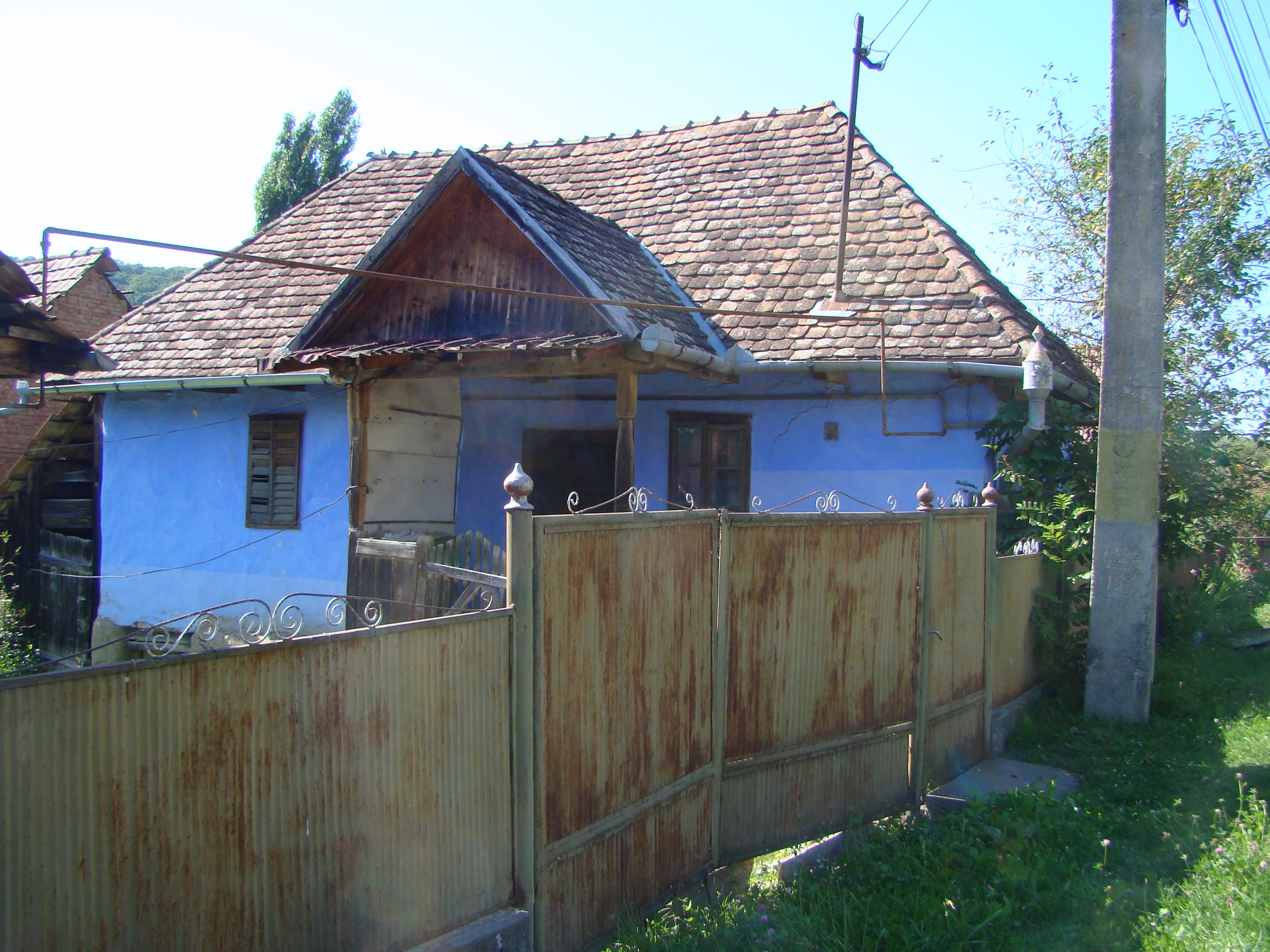
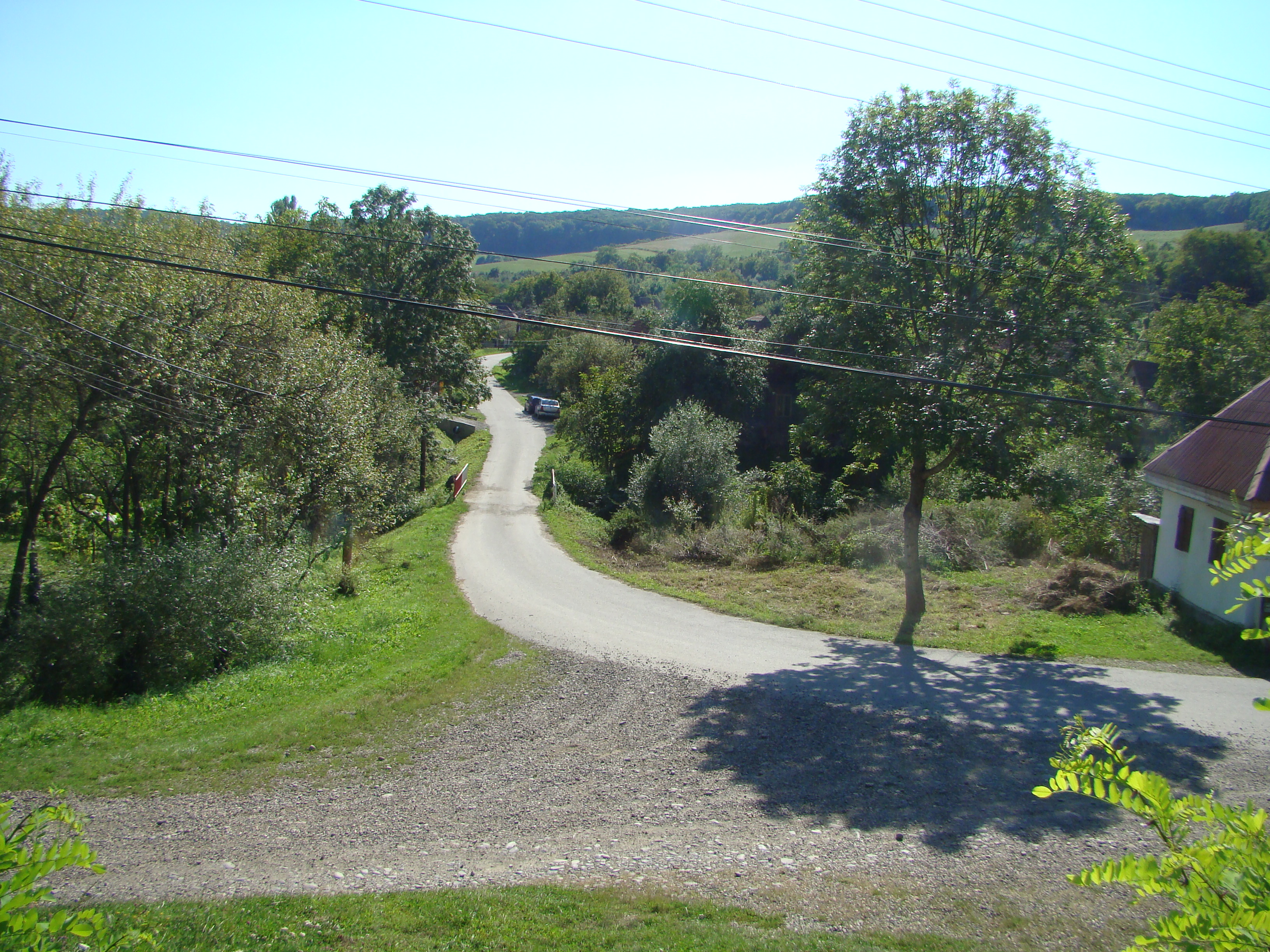